# Селце (община Прилеп)
Вижте пояснителната страница за други значения на Селце.
Селце (на македонска литературна норма: Селце) е село в южната част на Северна Македония, община Прилеп.

## География
Селото е разположено в северното подножие на Дрен планина, на около 3 км южно от общинския център Прилеп.

## История
В XIX век Селце е чисто българско село в Прилепска кааза на Османската империя. В 1871 година е издигната църквата „Успение Богородично“, която представлява неизписана трикорабна базилика с полукръгла апсида. В „Етнография на вилаетите Адрианопол, Монастир и Салоника“, издадена в Константинопол в 1878 година и отразяваща статистиката на населението от 1873 година, Селце Близно (Seltzé-blizno) е посочено като село с 35 домакинства със 153 жители българи.
Според статистиката на Васил Кънчов („Македония. Етнография и статистика“) от 1900 година Селце има 120 жители, всички българи християни.
На Етнографската карта на Битолския вилает на Картографския институт в София от 1901 година Селце е чисто българско село в Прилепската каза на Битолския санджак с 50 къщи.
В началото на XX век българското население на селото е под върховенството на Българската екзархия. По данни на секретаря на екзархията Димитър Мишев („La Macédoine et sa Population Chrétienne“) през 1905 година в Селце Ближно има 400 българи екзархисти и работи българско училище.
При избухването на Балканската война 4 души от Селце са доброволци в Македоно-одринското опълчение.
В 1933 година край селото е построен манастирът „Свети Димитър“ при епископ Николай Охридско-битолски. Църквата е еднокорабна сграда, с полукръгла апсида на източната страна. Манастирската църква е осветена на 2 август 1960 година от митрополит Климент Преспанско-Битолски.
Според преброяването от 2002 година селото има 294 жители, всички северномакедонци.

## Личности
Родени в Селце
- Божинов, четник на ВМОРО[9]
- Кирил Тодоров (1903 – 6 август 1925), български революционер, деец на ВМРО, загинал в сражението при Драчевица[10]
- Коне Алексов (? – 1907), ръководител на ВМОРО, убит от сърби в Кръстец[11]
- Нектарий Найдоски (р. 1960), северномакедонски духовник

Починали в Селце
- Найдо Пещалевец (? – 1904), български революционер
- Никола Каранджулов (1880 – 1904), български революционер